# Rinaldo III d'Este
Rinaldo III Maria d'Este (Modena, 26 april 1655 — aldaar, 26 oktober 1737) was hertog van Modena en Reggio vanaf 1695 tot aan zijn dood.
Rinaldo was de jongste zoon van hertog Francesco I d'Este en het enige kind uit diens huwelijk met zijn derde vrouw Lucrezia Barberini. Hij was voorbestemd voor een geestelijke carrière en werd in 1685 kardinaal gecreëerd. Hij verliet echter zijn kerkelijke studie in 1694 om zijn overleden neef, Francesco II, op te volgen als hertog van Modena en Reggio.
Rinaldo trouwde met Charlotte Felicity (1671-1710), de tweede dochter van Johan Frederik, hertog van Brunswijk-Lüneburg. Op die manier verbond Rinaldo het geslacht d'Este met vele Duitse huizen en het Huis Habsburg. Zijn eerste daad als hertog was de prijs van graan verlagen en hij hielp de boeren om in een betere woning te kunnen wonen.
Tijdens het begin van de Spaanse Successieoorlog in 1701 bleef hij neutraal, maar dit voorkwam niet dat de Franse troepen Modena in namen. Rinaldo werd gedwongen om te vluchten naar Bologna. In 1707, na een lange belegering waar ook Rinaldo aan deel nam, konden de Duitse troepen de Franse troepen verdrijven uit de hoofdstad. Tijdens de vredesbesprekingen kon Rinaldo ook het hertogdom Mirandola verwerven, maar dan verloor hij wel Comacchio. Hij probeerde de banden met Frankrijk te verstevigen, door zijn zoon, Francesco, te laten trouwen met Charlotte Aglaé, een dochter van Filips II van Orléans.
Rinaldo probeerde het hertogdom Parma in handen te krijgen door het huwelijk van zijn dochter Enrichetta met hertog Antonio Farnese, maar uit het huwelijk werden geen kinderen geboren. Na de dood van Farnese verkreeg het Huis Bourbon het hertogdom Parma.
In 1733 brak de Poolse Successieoorlog uit. Rinaldo, bleef neutraal, maar steunde in het geheim de Oostenrijkse keizer. En opnieuw werd Rinaldo gedwongen om Modena te verlaten, toen de Franse troepen binnenvielen. Maar door de vrede in 1736 kon hij terugkeren naar Modena, ook verkreeg hij dankzij die vrede de steden Novellara en Bagnolo.

## Kinderen
Rinaldo en Charlotte kregen zeven kinderen:
- Benedetta (18 augustus 1697 - 17 september 1777)
- Francesco Maria (2 juli 1698 - 22 februari 1780), volgde zijn vader op als hertog.
- Amalia (28 juli 1699 - 5 juli 1778)
- Gianfrancesco (1 september 1700 - 24 april 1727)
- Enrichetta (27 mei 1702 - 30 januari 1777), zij trouwde met Antonio Farnese.
- Clemente (20 april 1708 - 23 april 1708)
- Een dochter (september 1710)

Hertog Rinaldo stierf in 1737 en werd opgevolgd door zijn zoon Francesco III.